# 박경민 (1963년)
박경민(朴敬暋, 1963년  ~ , 전남 무안)은 대한민국의 전 경찰공무원이다.

## 학력
- 경찰대학 (1기)

## 경력
- 2007.01 ~ 2008.03 : 제18대 서울강동경찰서장 (총경)
- 2008.03 ~ 2010.12 : 경찰청 생활안전과장 (총경)
- 2010.12 ~ 2012.03 : 국외교육훈련연수 (경무관)
- 2012.03 ~ 2012.05 : 광주지방경찰청 차장 (경무관)
- 2012.05 ~ 2014.04 : 경찰대학 교수부장 (경무관)
- 2013.04 ~ 2014.01 : 서울지방경찰청 보안부장 (경무관)
- 2014.01 ~ 2014.12 : 경찰청 대변인 (경무관)
- 2014.12 ~ 2015.12 : 제37대 중앙경찰학교장 (치안감)
- 2015.12 ~ 2016.11 : 제28대 전남지방경찰청장 (치안감)
- 2016.12 ~ 2017.07 : 제30대 인천지방경찰청장 (치안정감)
- 2017.07 ~ 2018.06 : 초대 해양경찰청장 (치안총감)
- 세한대학교 경찰행정학과 교수
- 2021.08 ~ : 국가경찰위원회 상임위원